# Négely Rudolf
Négely Rudolf, Nägely Rudolf Károly (Kierling [ma: Klosterneuburg], Tulln kerület, Alsó-Ausztria, 1883. január 16.– Budapest, Ferencváros, 1941. július 17.) festőművész.

## Életpályája
Négely (Nägely) Oszkár Bódog és Schmidág Amália Irén fiaként született. A drezdai Képzőművészeti Akadémián tanult, majd ezt követően 28 évig Olaszországban élt. 1907-ben állított ki először (Zágráb), 1923-ban Velence és Fiume városában volt tárlata. 1928-ban hazatért Magyarországra, ekkor vöslaui (Baden kerület, Alsó-Ausztria) illetőségű osztrák állampolgár volt. 1928. november 18-án Budapesten, az Erzsébetvárosban házasságot kötött a nála 13 évvel fiatalabb, sümegi születésű Németh Vilmával, Németh Gyula és Tóth Róza leányával. 1930-ban Budapesten rendeztek gyűjteményes bemutatót képeiből. Elhunyt 1941. július 17-én reggel fél 9-kor szívizomelfajulás, főverőér-elégtelenség következtében, élete 58., házassága 15. évében. Örök nyugalomra helyezték 1941. július 21-én a rákoskeresztúri Új köztemetőben az ágostai hitvallású evangélikus egyház szertartása szerint.
Az olasz tengerpart szerelmeseként elsősorban kikötőket, vitorlásokat festett. A vízparti, izzó fényviszonyokat élénk és hatalmas, spaklival felhordott színfoltokkal érzékelteti, ez a stílusjegy könnyen felismerhetővé teszi a képeit.